# 鬱P
鬱P（うつピー、1990年12月1日 - ）は、日本のミュージシャン、ボカロP。

## 経歴
13歳の冬からベースを弾き始め、15歳の時に4ピース・ハードコア・バンドを結成するも、ほどなく活動休止。17歳の夏、2008年6月よりVOCALOID楽曲の制作を開始。VOCALOIDでの表現が難しいとされるシャウトやグロウルなどを多用したり、極端に低くチューニングされたギターによるラウドロック系のサウンドを鳴らす一方、それらと相反するキャッチーで歌謡曲的なメロディのVOCALOUD（ボーカラウド）を特徴とする。
使用するVOCALOIDは、初音ミク、鏡音リン、GUMIなど。2013年8月、全国流通1stフル・アルバム『悪巫山戯』（ワルフザケ）をリリース。『天使だと思っていたのに』では自身初のVOCALOID伝説入りを達成。
2015年、バンド「おはようございます」を結成。2019年からはアイドルグループ「Zsasz」のプロデュースを務める。

## 出演歴
- 2022年04月30日 - 超ボカニコステージ2022 supported by 東武トップツアーズ@ニコニコ超会議2022

## ディスコグラフィー

### 配信限定シングル
| 発売日         | タイトル                                       |
| -------------- | ---------------------------------------------- |
| 2021年1月29日  | ダブルラリアット [Double Bass Drum Remix 2021] |
| 2021年6月25日  | OGRE                                           |
| 2021年6月25日  | 映えない                                       |
| 2021年6月25日  | ぬる                                           |
| 2021年6月25日  | デスロウ                                       |
| 2022年4月13日  | ゲテモノ                                       |
| 2022年8月10日  | ウラボス                                       |
| 2022年11月9日  | ララララフレシア                               |
| 2023年4月5日   | ガ                                             |
| 2023年4月15日  | SUSHI-GO-ROUND                                 |
| 2023年4月15日  | 下品                                           |
| 2023年9月25日  | ハロービルダー                                 |
| 2023年12月27日 | God Gacha feat.初音ミク、裏命                  |

### 参加作品・楽曲提供・被カバー
| 発売日         | タイトル                                                           | 収録曲                                               |
| -------------- | ------------------------------------------------------------------ | ---------------------------------------------------- |
| 2010年7月7日   | EXIT TUNES PRESENTS Supernova 3                                    | potato-head in wonderland                            |
| 2010年10月20日 | 赤飯『EXIT TUNES PRESENTS 神曲を歌ってみた 3』                     | 骸Attack!!                                           |
| 2010年12月1日  | EXIT TUNES PRESENTS イケメンボイスパラダイス2                      | オトナのオモチャ / 鬱P feat.赤飯                     |
| 2011年2月2日   | 赤飯『EXIT TUNES PRESENTS SEKIHAN the BEST』                       | 骸Attack!! オトナのオモチャ 害虫                     |
| 2011年10月5日  | universe Miku Hatsune-Vocaloid                                     | コロナ feat.鏡音リン                                 |
| 2011年11月9日  | VOCALOID tribute to THE BLUE HEARTS                                | 夢                                                   |
| 2012年3月14日  | Happy Party☆彡 VOCALOID3 Megpoid(GUMI)                             | 幸福列車に乗ろう                                     |
| 2012年4月18日  | 赤飯『SEKIHAN the TREASURE』                                       | 見習いハーデス                                       |
| 2012年6月27日  | VOCALOUD 00                                                        | オトナのオモチャ feat.鏡音リン                       |
| 2012年12月5日  | VOCALOID3 Library exit tunes presents MAYU                         | ぬいぐるみになりたい                                 |
| 2013年1月9日   | V Love 25 -Exclamation-                                            | B-CLASS HEROES feat.初音ミク                         |
| 2012年12月19日 | 0004 : a galaxy odyssey                                            | チョコレイトオンナノコ feat.GUMI                     |
| 2013年6月19日  | 赤飯『赤BAN』                                                      | アリスインミルクランド                               |
| 2013年7月17日  | V Love 25 ～Gloria～                                               | MiKUSABBATH feat.初音ミク                            |
| 2013年7月24日  | Gero『one』                                                        | Mob feat.大凶作（作詞・作曲：鬱P 編曲：鬱P×大凶作）  |
| 2013年12月25日 | VOCAROCK collection 5 feat.初音ミク                                | 皆殺しのマジック feat. GUMI                          |
| 2014年1月1日   | exit tunes academy best3                                           | 見習いハーデス / 赤飯                                |
| 2014年2月19日  | MIKU-MIXTURE                                                       | ゴージャスビッグ対談 / ピノキオP×鬱P                 |
| 2014年3月12日  | VOCALOUD 01 -Breaking of the Emotion-                              | 地獄ポップス feat.GUMI 東京テディベア(カバー) / Neru |
| 2014年10月1日  | flower『デビュー』                                                 | 絶対音楽で踊れ / 鬱P feat.flower                     |
| 2015年7月1日   | Gero『ZERO』                                                       | しゃよう（作詞・作曲）                               |
| 2015年9月16日  | 赤飯『SEKIHAN～許諾出たベスト～』                                  | 骸Attack!! 見習いハーデス                            |
| 2016年1月27日  | ウォルピスカーター『ウォルピス社の提供でお送りします。』           | CANDiES（作詞・作曲）                                |
| 2016年2月24日  | flower『一期一会』                                                 | 生きてるおばけは生きている（作詞・作曲・編曲）       |
| 2016年5月18日  | Q'ulle『ALIVE/再生論』                                             | 再生論（作詞：DECO:27、作曲・編曲：鬱P）             |
| 2016年12月21日 | MAD=KAN『ローグメモリー』                                          | ジュドーモーション（作詞・作曲）                     |
| 2018年1月24日  | 喜多村英梨『妄想帝国蓄音機』                                       | 妄想帝国蓄音機（作詞：喜多村英梨、作曲・編曲：鬱P）  |
| 2018年2月7日   | アソブンジャー『Jumble』                                           | 生きてるおばけは生きている（作詞・作曲）             |
| 2018年5月23日  | カリギュラ オーバードーズ オリジナル サウンドトラック              | SuicidePrototype / 上田麗奈（作詞・作曲）            |
| 2018年12月26日 | ウォルピスカーター『これからもウォルピス社の提供でお送りします。』 | お天道様とドブネズミ（作詞・作曲）                   |
| 2020年8月31日  | 「マジカルミライ2020」OFFICIAL ALBUM                               | ハイパーリアリティショウ feat.初音ミク               |
| 2022年2月16日  | asameaco『I』                                                      | 地雷のススメ（作詞・作曲・編曲）                     |
| 2022年6月18日  | 常闇トワ『Scream』                                                 | マイロア（作詞・作曲・編曲）                         |
| 2023年7月12日  | 夢ノ結唱 ROSE『Blutenstand』                                       | SUSHI-GO-ROUND                                       |
| 2023年9月12日  | HOLOSTARS English -TEMPUS-『Dead World』                           | Dead World（作曲）                                   |